# Адамівка (Кам'янський район)
Ада́мівка — село в Україні, у Божедарівській селищній громаді Кам'янського району Дніпропетровської області. Населення — 1406 осіб. .

## Географія

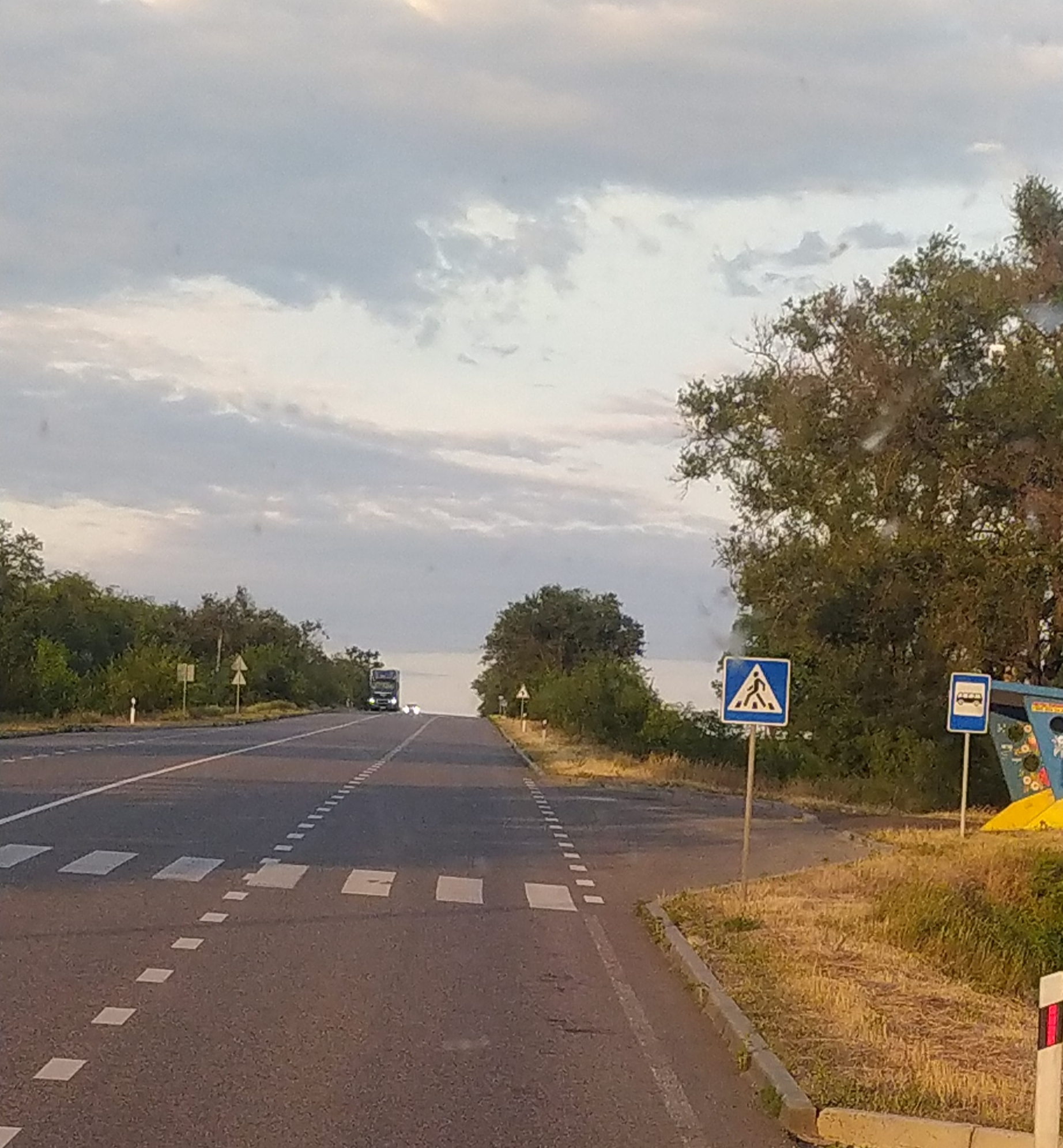
Автошлях через село Адамівка

Село Адамівка розташоване на березі річки Базавлук, за 30 км на північний захід від районного центру і за 8 км від залізничної станції Божедарівка на електрифікованій лінії Кривий Ріг — Верхівцеве. Вище за течією на відстані 1,5 км розташоване село Коробчине, нижче за течією на відстані 0,5 км розташоване село Калинівка. Селом тече декілька пересихаючих струмків із загатами. Через село пролягає автошлях міжнародного значення М30E50.

## Клімат
| Клімат Адамівки           | Клімат Адамівки | Клімат Адамівки | Клімат Адамівки | Клімат Адамівки | Клімат Адамівки | Клімат Адамівки | Клімат Адамівки | Клімат Адамівки | Клімат Адамівки | Клімат Адамівки | Клімат Адамівки | Клімат Адамівки | Клімат Адамівки |
| Показник                  | Січ.            | Лют.            | Бер.            | Квіт.           | Трав.           | Черв.           | Лип.            | Серп.           | Вер.            | Жовт.           | Лист.           | Груд.           | Рік             |
| Середній максимум, °C     | −1,5            | −0,7            | 3,9             | 13,8            | 21,3            | 25,5            | 27,7            | 26,9            | 21,2            | 13,6            | 5,6             | 1,2             | 13              |
| Середня температура, °C   | −4,6            | −3,9            | 0,4             | 9,0             | 15,9            | 19,9            | 22,0            | 21,0            | 15,5            | 8,9             | 2,6             | −1,5            | 8               |
| Середній мінімум, °C      | −7,7            | −7,1            | −3,1            | 4,2             | 10,5            | 14,4            | 16,3            | 15,2            | 9,9             | 4,3             | −0,4            | −4,1            | 4               |
| Норма опадів, мм          | 40              | 33              | 30              | 37              | 46              | 60              | 56              | 42              | 36              | 32              | 40              | 45              | 497             |
| ------------------------- | --------------- | --------------- | --------------- | --------------- | --------------- | --------------- | --------------- | --------------- | --------------- | --------------- | --------------- | --------------- | --------------- |
| Джерело: climate-data.org |                 |                 |                 |                 |                 |                 |                 |                 |                 |                 |                 |                 |                 |

## Історія
Село засноване в 1793 році. У 1834 році коштом поміщика Адама Даміановича Петровського була побудована кам'яна церква, один престол — в ім'я Святої Трійці.
Станом на 1886 рік в селі, центрі Адамівської волості Верхньодніпровського повіту, мешкало 235 осіб, налічувалось 36 дворів, існували православна церква та школа.
Станом на 1908 в адамівській церковній парафії було 93 двори, прихожан чоловічої статі — 375, жіночої — 318. При церкві працювала церковно-парафіяльна школа. Священик — Бажанов Григорій Євдокимович, 45 років, закінчив курс Катеринославської духовної семінарії, дружина та троє дітей, священик — з 1888 року, у цьому приході — з 1900 року. Псаломщик — Драгун Андрій Андрійович — з 1906 року.
27 липня 1920 року біля Адамівки загинув відомий отаман Карпенко від час бою з червоноармійцями.
Під час Другої світової війни 260 жителів Адамівки билися на фронтах, з них 160 загинули, 98 осіб нагороджені орденами та медалями.
У 1975 році на території Адамівки знаходилась центральна садиба колгоспу «Росія», за яким було закріплено 8 192 га сільськогосподарських угідь, у тому числі 6 316 га орних земель. Господарство спеціалізувалось на вирощуванні зернових культур, виробництві молока, а також кормів.
В Адамівці була середня загальноосвітня школа, в якій 24 вчителі навчали 266 учнів, будинок культури з залом на 400 місць, два клуби із залами на 480 місць, три бібліотеки, книжковий фонд яких становив 14 тис. томів, дільнична лікарня на 100 ліжок. Населення обслуговувало сім лікарів та 23 людини з середньою медичною освітою. Працювали дитячий садок і ясла на 70 місць, поштове відділення, ощадкаса, 7 крамниць, комбінат побутового обслуговування.

## Населення
За переписом УРСР 1989 року чисельність наявного населення села становила 1553 особи, з яких 697 чоловіків та 856 жінок.
За переписом населення України 2001 року в селі мешкало 1409 осіб.

### Мова
Розподіл населення за рідною мовою за даними перепису 2001 року:
| Мова            | Відсоток |
| --------------- | -------- |
| українська      | 95,66 %  |
| російська       | 3,77 %   |
| інші/не вказали | 0,57 %   |

## Пам'ятки

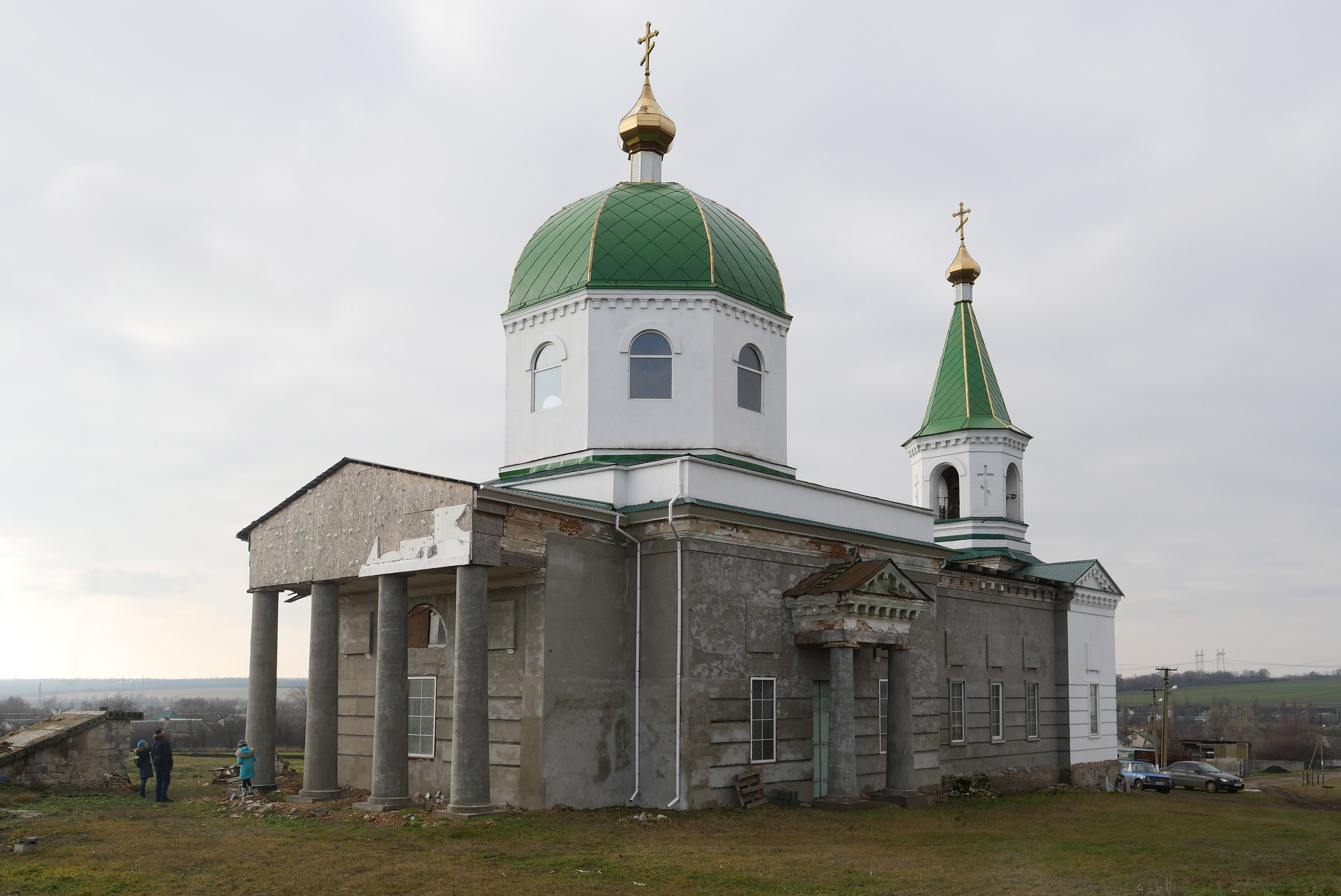
Свято-Троїцький храм в Адамівці

- Свято-Троїцький храм

### Пам'ятники
- Пам'ятник активним учасникам боротьби за радянську владу А. С. Головіну і В. М. Каптурову, що у 1920 році працювали в Адамівці і загинули від рук ворогів.
- Пам'ятник на честь воїнів, що віддали життя за звільнення Адамівки від німецько-фашистських загарбників.

## Відомі особи
Уродженці села:
- Гладкий С. Ф. — Герой Соціалістичної Праці, член ЦК КПУ, горновий Дніпровського металургійного заводу
- Хорошманенко Микола Якович (1897—1970) — професор, колишній ректор Дніпропетровського медичного інституту.